# 伊爾克利伊夫
49°31′1″N 32°20′10″E / 49.51694°N 32.33611°E
伊爾克利伊夫（烏克蘭語：Іркліїв）是位於烏克蘭中部的村莊，由切爾卡瑟州佐洛托諾沙區的伊爾克利伊夫市鎮負責管轄，並為該市鎮的行政中心。該村處於伊爾克利河畔，始建於1608年，海拔高度122米，2001年人口2,309。

## 外部連結
- Погода в селі Іркліїв （页面存档备份，存于）
- Историческая информация о местечке Ирклиев （页面存档备份，存于） （俄文）
- У черкаському селі встановили монумент Хмельницькому （页面存档备份，存于）